# Hasbulla Magomedov
Hasbulla Magomedov (Machatsjkala, 7 juli 2002) is een influencer uit Machatsjkala, Dagestan. Hij lijdt aan een vorm van dwerggroei waardoor hij het gestalte en de stem heeft van een kleine jongen. Magomedov is actief op TikTok en heeft op Instagram 8,7 miljoen volgers (2023).
Hasbulla's grote idool is UFC-legende Khabib Nurmagomedov. Nadat een video viraal ging met Hasbulla's imitatie van Nurmagomedov, raakten de twee bevriend. Hierdoor kreeg hij de bijnaam 'mini Khabib'. Vanwege zijn populariteit in de MMA-wereld kreeg hij in september 2022 van UFC-voorzitter Dana White een vijfjarig contract aangeboden voor promotionele doeleinden.